# Fürfeld
Fürfeld ist eine Ortsgemeinde im Landkreis Bad Kreuznach in Rheinland-Pfalz. Sie gehört der Verbandsgemeinde Bad Kreuznach an.

## Geographie
Der Ort liegt südlich des Eichelberges auf dem Höhenrücken zwischen den Tälern von Alsenz und Appelbach und ist wie die ebenso am Eichelberg gelegenen Nachbarorte Frei-Laubersheim und Neu-Bamberg der Rheinhessischen Schweiz zugehörig. Ortsmittelpunkt ist der so genannte „Römer“.
Zu Fürfeld gehören auch die Wohnplätze Biedenthalerhof, Hof Iben, Thalermühle und An der Goldkaut.

## Geschichte
Der Ort wurde in einer Schenkungsurkunde König Zwentibolds von Lotharingien an das Kloster St. Maximin bei Trier 897 als Furnifeld erstmals urkundlich erwähnt.
Bevölkerungsentwicklung
Die Entwicklung der Einwohnerzahl von Fürfeld, die Werte von 1871 bis 1987 beruhen auf Volkszählungen:
| Jahr | Einwohner |
| ---- | --------- |
| 1815 | 875       |
| 1835 | 1.314     |
| 1871 | 1.080     |
| 1905 | 1.190     |
| 1939 | 1.090     |

| Jahr | Einwohner |
| ---- | --------- |
| 1950 | 1.367     |
| 1961 | 1.293     |
| 1970 | 1.389     |
| 1987 | 1.449     |
| 2005 | 1.567     |

| Jahr | Einwohner |
| ---- | --------- |
| 2011 | 1.552     |
| 2017 | 1.563     |
| 2022 | 1.563     |

## Politik

### Gemeinderat
Der Gemeinderat in Fürfeld besteht aus 16 Ratsmitgliedern, die bei der Kommunalwahl am 9. Juni 2024 in einer personalisierten Verhältniswahl gewählt wurden, und der ehrenamtlichen Ortsbürgermeisterin als Vorsitzender.
Die Sitzverteilung im Gemeinderat:
| Wahl | SPD | CDU | FWG | BLF | Gesamt   |
| ---- | --- | --- | --- | --- | -------- |
| 2024 | 6   | –   | 10  | –   | 16 Sitze |
| 2019 | 3   | –   | 10  | 3   | 16 Sitze |
| 2014 | 5   | 2   | 6   | 3   | 16 Sitze |
| 2009 | 9   | 3   | 4   | –   | 16 Sitze |
| 2004 | 7   | 5   | 4   | –   | 16 Sitze |

- FWG = Freie Wählergemeinschaft Fürfeld e. V.
- BLF = Bürgerliste Fürfeld e. V.

### Bürgermeister
Monika Weyell (SPD) wurde am 8. Juli 2024 Ortsbürgermeisterin von Fürfeld. Bei der Direktwahl am 9. Juni 2024 war sie als einzige Bewerberin mit einem Stimmenanteil von 78,9 % für fünf Jahre gewählt worden. Die Wahlbeteiligung betrug 65,2 %.
Weyells Vorgänger Klaus Zahn (FWG) hatte das Amt seit 2014 inne und kandidierte bei der Wahl 2024 nicht erneut.

### Wappen
Seit 1973 führt die Gemeinde Fürfeld dieses Kommunalwappen. Es folgt in der Gestaltung einem Gerichtssiegel von 1614 und zeigt in Feld 1 (oben links = heraldisch rechts) eine goldene Laubkrone in Rot, in Feld 2 (oben rechts = heraldisch links) 2 Reihen blauer Eisenhutfehs in Silber, in Feld 3 (unten links = heraldisch rechts) einen gespaltenen Adler in Gold, in Feld 4 drei (heraldisch) schrägrechte silberne Schnallen in Rot. Feld 1 und 2 stehen für die Familie von Cronberg, Feld 3 für die Zugehörigkeit zur Reichsritterschaft, Feld 4 für die Boos von Waldeck.
Nicht zu verwechseln mit den Marschällen von Waldeck, die ebenfalls auf der Burg Iben lebten. Doch deren Stamm ist bereits 1553 ausgestorben. 1614 gehörte Iben bereits den Cronbergern, die außerdem in Fürfeld Gerichtsherren waren und daher im Wappen ganz korrekt zweimal präsent sind. Gerichtsherren waren ferner die Boos von Waldeck.

### Partnerschaften
Fürfeld unterhält partnerschaftliche Beziehungen zu Crissey im Burgund und Brachstedt in Sachsen-Anhalt.

## Bauwerke
- Evangelische Pfarrkirche, barocker Saalbau mit älterem Turm[10]
- Katholische Kirche St. Aegidius, erbaut 1774–1776 nach Plänen von Peter Reheis Für die Kirche schuf vor 1900 der Glasmaler Alexander Linnemann aus Frankfurt 9 Glasfenster gemäß Werkverzeichnis von 1902.[11]
- Gotische Templerkapelle im Hof Iben

Siehe auch:
- Liste der Kulturdenkmäler in Fürfeld
- Liste der Naturdenkmale in Fürfeld

## Wirtschaft und Infrastruktur

### Weinbau
Fürfeld gehört zum „Weinbaubereich Bingen“ im Anbaugebiet Rheinhessen. Im Ort sind 15 Weinbaubetriebe tätig, die bestockte Rebfläche beträgt 57 Hektar. Etwa 64 Prozent des angebauten Weins sind Weißweinrebsorten (Stand 2007). Im Jahre 1979 waren noch 48 Betriebe tätig, die damalige Rebfläche betrug 66 Hektar.

### Verkehr
- Fürfeld liegt an der Bundesstraße 420. Im Nordosten befindet sich die Bundesautobahn 61.
- Der Bahnhof in Fürfeld war Endpunkt der 1898 eröffneten Bahnstrecke Sprendlingen–Fürfeld. Sie wurde 1960 stillgelegt. Im nahegelegenen Hochstätten halten Züge der Alsenztalbahn.

## Persönlichkeiten
- Hartmut XVIII. von Cronberg (1614–1685), auf Hof Iben geborener Hofjunker und kurpfälzischer Hofbeamter
- Johann Daniel von Cronberg, der Jüngere (um 1616–1673), auf Hof Iben geborener Hofjunker und kurpfälzischer Hofbeamter
- Ludwig Baum (1800–nach 1871), großherzoglich-hessischer Bürgermeister zu Fürfeld (1845–1871), Abgeordneter der 2. Kammer der Landstände des Großherzogtums Hessen zu Darmstadt (1856–1862)
- Franz Josef Brunck (1787–1848), großherzoglich-hessischer Bürgermeister zu Fürfeld (1814–1836), Abgeordneter der 2. Kammer der Landstände des Großherzogtums Hessen zu Darmstadt (1826–1848), Abgeordneter der Frankfurter Nationalversammlung (1848)
- Heinrich Steitz (1907–1998), evangelischer Theologe